# Willow Springs (film)
Pour les articles homonymes, voir Willow Springs.
Willow Springs est un film allemand réalisé par Werner Schroeter, sorti en 1973.

## Synopsis
Trois femmes vivent ensemble dans une maison isolée du désert de Mojave. L'apparition du jeune Michael dans leur communauté va modifier leurs rapports religieux avec le monde.

## Fiche technique
- Titre : Willow Springs
- Réalisation : Werner Schroeter
- Scénario : Werner Schroeter
- Photographie : Werner Schroeter
- Producteur : Werner Schroeter commandé par la ZDF
- Montage : Werner Schroeter et Ila von Hasperg.
- Genre : expérimental, underground
- Format : 16mm Couleur
- Film allemand
- Durée : 88 minutes

## Distribution
- Magdalena Montezuma : Magdalena
- Christine Kaufmann : Christine
- Ila von Hasperg : Ila
- Michael O'Daniels : Michael

## Autour du film
- Tourné en 1972 et 1973 à Willow Springs (Californie) et dans le Désert des Mojaves.